# Batman: Serialul de Animație
Batman: Serialul de Animație (engleză: Batman: The Animated Series, deseori prescurtat ca Batman TAS sau BTAS) este un serial american de desene animate cu supereroi bazat pe supereroul DC Comics Batman. Dezvoltat de Bruce Timm și Eric Radomski și produs de Warner Bros. Animation, a fost difuzat original pe Fox Kids din 5 septembrie 1992 până în 15 septembrie 1995 pentru un total de 85 de episoade.
Batman: Serialul de Animație a fost apreciat ca un serial cu supereroi inovator primind laude pentru scenariile sale, regia artistică, dublaj, coloană sonoră orchestrată și modernizarea materialului sursă a personajului. Aprecierea a condus la primirea a mai multe Premii Daytime Emmy și de asemenea un Premiul EmmyPremiu Primetime Emmy pentru cel mai bun program animat.
După ce și-a terminat difuzarea originală, serialul a fost urmat de Noile Aventuri cu Batman pe Kids' WB în 1997 ca o continuare a serialului, având un stil de animație reînnoit. Durând 24 de episoade, a fost inclus deseori în aceleași pachete de reluare sindicalizate și lansări media la domiciliu ca ultimul sezon. Batman: Serialul de Animație a devenit de asemenea primul din continuitatea Universului animat DC comun, care a dat naștere la mai multe seriale televizate de animație, filme lungmetraj, benzi desenate și jocuri video cu majoritatea din aceleași talente creative, inclusiv lansarea teatrală din 1993 Batman: Masca Fantomei.
Serialul a fost difuzat în România pe Pro Cinema în anul 2005.

## Distribuție

### Protagoniștii principali
| Vocile              | Rol                                                                                     |
| ------------------- | --------------------------------------------------------------------------------------- |
| Kevin Conroy        | Bruce Wayne / Batman                                                                    |
| Clive Revill        | Alfred Pennyworth ("On Leather Wings", "Christmas with the Joker" și "Nothing to Fear") |
| Efrem Zimbalist, Jr | Alfred Pennyworth                                                                       |
| Bob Hastings        | Comisarul James Gordon                                                                  |
| Robert Costanzo     | Detectivul Harvey Bullock                                                               |
| Loren Lester        | Dick Grayson / Robin / Nightwing                                                        |
| Melissa Gilbert     | Barbara Gordon / Batgirl                                                                |

### Protagoniștii secundari
| Vocile            | Rol                                            |
| ----------------- | ---------------------------------------------- |
| Ingrid Oliu       | Ofițerul Renee Montoya (Sezonul 1)             |
| Liane Schirmer    | Ofițerul Renee Montoya (Sezonul 2)             |
| Brock Peters      | Lucius Fox                                     |
| Mari Devon        | Summer Gleeson                                 |
| Diana Muldaur     | Dr. Leslie Tompkins                            |
| Lloyd Bochner     | Mayor Hamilton Hill                            |
| Marilu Henner     | Veronica Vreeland                              |
| William Sanderson | Carl Rossum                                    |
| William McKinney  | Jonah Hex                                      |
| Julie Brown       | Zatanna                                        |
| Adam West         | Simon Trent / The Gray Ghost (Fantoma Cenușie) |

### Antagoniștiiprincipali

De la stânga spre dreapta: D-l Îngheț, Iedera Otrăvitoare, Pinguinul, Joker, Harley Quinn, Pălărierul Nebun, Ghicitoarea, Femeia Pisică (și Isis) și Două-Fețe

| Vocile           | Rol                                               |
| ---------------- | ------------------------------------------------- |
| Mark Hamill      | Jack Napier / The Joker (Joker)                   |
| Paul Williams    | Oswald Cobblepot / The Penguin (Pinguinul)        |
| Adrienne Barbeau | Selina Kyle / Catwoman (Femeia Pisică)            |
| Richard Moll     | Harvey Dent / Two-Face (Două-Fețe)                |
| Diane Pershing   | Pamela Isley / Poison Ivy (Iedera Otrăvitoare)    |
| Arleen Sorkin    | Dr. Harleen Quinzell / Harley Quinn               |
| Henry Polic II   | Dr. Jonathan Crane / The Scarecrow (Sperietoarea) |
| Michael Ansara   | Dr. Victor Fries / Mr. Freeze (D-l Îngheț)        |
| John Glover      | Edward Nygma / Riddler (Ghicitoarea)              |
| Aron Kincaid     | Waylon Jones / Killer Croc                        |
| Roddy McDowall   | Jervis Tetch / The Mad-Hatter (Pălărierul Nebun)  |
| Ron Perlman      | Matt Hagen / Clayface                             |
| Marc Singer      | Dr. Kirk Langstrom / Man-Bat (Liliacul-Om)        |
| George Dzundza   | Arnold Wesker / The Ventriloquist (Ventrilogul)   |
| David Warner     | Ra's al Ghul                                      |
| Henry Silva      | Bane                                              |

### Antagoniștii secundari
| Vocile         | Rol                                          |
| -------------- | -------------------------------------------- |
| Ed Asner       | Roland Daggett                               |
| Jeff Bennett   | HARDAC                                       |
| Hart Bochner   | Arthur Reeves                                |
| George Dzundza | Dr. Gregory Belson                           |
| Robert Ito     | Kyodai Ken / Ninja                           |
| Alison LaPlaca | Mary Dahl / Baby Doll                        |
| Joseph Maher   | Dr. Emile Dorian                             |
| Dick Miller    | Chuckie Sol                                  |
| Kate Mulgrew   | Red Claw (Ghiara Roșie)                      |
| George Murdock | Boss Biggis                                  |
| Michael Pataki | Sewer King                                   |
| Alan Rachins   | Temple Fugate / The Clock King (Regele Ceas) |
| Mark Rolston   | Garfield Lynns / Firefly                     |
| John P. Ryan   | Buzz Bronski                                 |
| Helen Slater   | Talia al Ghul                                |
| Steve Susskind | Maximillian "Maxie" Zeus                     |
| John Vernon    | Rupert Thorne                                |
| Abe Vigoda     | Salvatore "Sal" Valestra                     |
| Bruce Weitz    | Lyle Bolton / Lock-Up                        |
| Treat Williams | Profesor Milo                                |
| Michael York   | Contele Vertigo                              |